# Kemushi no Boro
Kemushi no Boro (毛虫のボロ?  lit. Boro la oruga) es un cortometraje de animación japonés 2018 de Hayao Miyazaki realizado para el Museo Ghibli. Se estrenó en el museo el 21 de marzo de 2018. 
El cortometraje se muestra solo en el Museo Ghibli. La historia trata sobre una oruga recién nacida llamada Boro mientras da sus primeros pasos en el mundo. 

## Producción
El origen de Boro provino de bocetos que Miyazaki había hecho en 1995. Miyazaki primero mencionó a Boro como una idea potencial para una película, pero el productor de Ghibli Toshio Suzuki, preocupado por la dificultad de hacer un largometraje sin personajes humanos, propuso crear a la Princesa Mononoke.
Tras el lanzamiento de Kaze Tachinu en 2013, Miyazaki anunció su retiro. Sin embargo, sintiendo que Miyazaki todavía quería trabajar en proyectos, Suzuki le preguntó al director retirado si estaría interesado en crear un cortometraje usando su idea Boro. En 2015, Miyazaki decidió salir de su retiro para trabajar en un cortometraje de aproximadamente diez minutos destinado a ser proyectado exclusivamente en el Museo Ghibli. Miyazaki describió la trama de Boro como "una historia de una oruga pequeña y peluda, tan pequeña que puede aplastarse fácilmente entre los dedos".
Si bien Miyazaki había incorporado previamente imágenes generadas por computadora en películas anteriores dibujadas a mano como Spirited Away, Boro fue el primer trabajo completamente generado por computadora de Miyazaki. Suzuki le había sugerido a Miyazaki que trabajara con CGI, ya que pensaba que "el desafío de una nueva técnica podría hacer que [Miyazaki] volviera a encenderse". El mismo Miyazaki declaró que "tengo ideas que quizás no pueda dibujar a mano, y [CGI] puede ser una forma de hacerlo, esa es mi esperanza. Es una nueva tecnología ". Dada la elección de Suzuki, Miyazaki optó por un equipo de animadores CGI japoneses en lugar de trabajar con Pixar con John Lasseter, ya que el primero podría hablar japonés . El 21 de septiembre de 2015, el animador de CG Yuhei Sakuragi anunció que ayudaría a Miyazaki a completar Boro . La producción de la película fue parcialmente documentada en el documental producido por NHK Never-Ending Man: Hayao Miyazaki lanzado en 2016. 
El presentador de televisión y comediante japonés Tamori proporcionó todas las voces y efectos de sonido para Kemushi no Boro. La canción de piano al final del cortometraje fue interpretada por el colaborador de Ghibli, Joe Hisaishi.

## Lanzamiento
Toshio Suzuki declaró inicialmente que Kemushi no Boro debía lanzarse en julio de 2017. Finalmente se estrenó en el Museo Ghibli el 21 de marzo de 2018.